# (185638) Erwinschwab
(185638) Erwinschwab ist ein Asteroid des inneren Hauptgürtels. Er wurde am 1. März 2008 vom Team des Observatorio Astronómico de La Sagra in Spanien entdeckt und trug zunächst die vorläufige Bezeichnung 2008 EU7.
(185638) Erwinschwab ist Mitglied der Nysa-Familie, einer nach (44) Nysa benannten Gruppe von Asteroiden. Alternativ trägt die Gruppe den Namen Hertha-Familie nach dem M-Asteroiden (135) Hertha.
Auf Vorschlag des Teams des Observatorio Astronómico de La Sagra wurde er zu Ehren des Amateurastronomen Erwin Schwab (* 1964) benannt, der an der Hans-Ludwig-Neumann-Sternwarte und anderen Observatorien diverse Asteroiden entdeckte, darunter (204852) Frankfurt und (243440) Colonia.